# Pegoscapus lopesi
Pegoscapus lopesi is een vliesvleugelig insect uit de familie vijgenwespen (Agaonidae). De wetenschappelijke naam is voor het eerst geldig gepubliceerd in 1937 door Mangabeira Filho.